# 克拉韦特
克拉韦特（法語：Clavette，法語發音：[klavɛt]）是法国滨海夏朗德省的一个市镇，位于该省西北部，属于拉罗谢尔区。

## 地理
克拉韦特（46°8'21"N, 1°1'40"W）面积6.29 平方千米，位于法国新阿基坦大区滨海夏朗德省，该省份为法国西部滨海省份，北起旺代省，西临大西洋，南至吉倫特省，东南接多爾多涅省，东北接德塞夫勒省接壤，东临夏朗德省。
与克拉韦特接壤的市镇（或旧市镇、城区）包括：拉雅尔讷、拉雅里、蒙鲁瓦、圣克里斯托夫、圣梅达尔多尼斯、圣罗加西安。

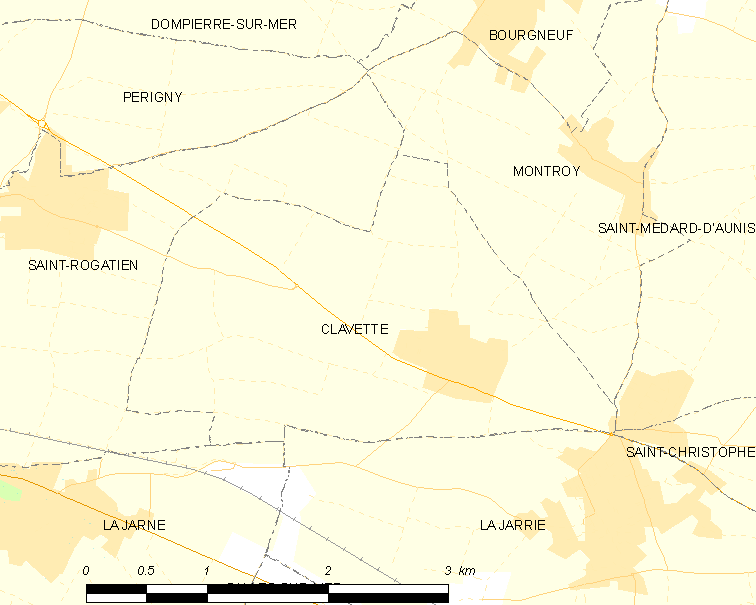
克拉韦特的OSM定位图

克拉韦特的时区为UTC+01:00、UTC+02:00（夏令时）。

## 行政
克拉韦特的邮政编码为17220，INSEE市镇编码为17109。

## 政治
克拉韦特所属的省级选区为拉雅里县。

## 人口

1962-2008年间克拉韦特人口变化图示

克拉韦特于2022年1月1日时的人口数量为1423人。